# Das indiskrete Zimmer
Das indiskrete Zimmer (Originaltitel: The L-Shaped Room) ist ein britisches Filmdrama aus dem Jahr 1962. Das Drehbuch basiert auf dem gleichnamigen Roman von Lynne Reid Banks.

## Handlung
Jane Fosset, eine 27-jährige Französin, verlässt ihr ländliches Zuhause und zieht nach London. Sie verbringt ein Wochenende mit einem arbeitslosen Schauspieler. Erst später bemerkt sie, dass sie schwanger ist. Sie zieht in eine armselige Pension in Notting Hill und bewohnt dort ein L-förmiges Zimmer. Jane wägt ab, ob sie das Kind abtreiben lassen soll. Doch nach einem Gespräch mit einem Arzt will sie das Kind behalten.
Nach einiger Zeit lässt sich Jane mit dem erfolglosen Schriftsteller Toby ein. Ihr Verhältnis erfreut die meisten ihrer Nachbarn, die meist Prostituierte und Schauspielerinnen sind. Nur ihr Nachbar Johnny, ein schwarzer Jazzmusiker und Tobys Freund, ist nicht angetan von der Freundschaft. Johnny hat von Janes Schwangerschaft erfahren. Nachdem er Janes und Tobys Liebesgeräusche durch die dünne Wand gehört hat, informiert er seinen Freund über Janes Zustand. Der enttäuschte Toby verlässt Jane, die daraufhin versucht, ihr ungeborenes Kind mit Pillen, die sie von Mavis, einer Schauspielerin, bekommen hat, zu töten. Doch der Versuch, das Kind zu töten, schlägt fehl, und Jane akzeptiert, dass sie das Kind bekommen wird.
Toby kehrt zu Jane zurück, doch er kann kein Kind akzeptieren, dessen Vater er nicht ist. Als Jane das Baby zur Welt gebracht hat, besucht Toby sie. Er zeigt ihr das Manuskript seiner ersten fertiggestellten Erzählung, die den Titel The L-Shaped Room trägt. Jane verlässt das Krankenhaus, um nach Frankreich zurückzukehren. Sie lässt das Manuskript mit einer Nachricht zurück, in der sie Toby schreibt, dass die Geschichte schön sei, doch sie habe keinen Schluss. Mit einem Schluss wäre die Geschichte wunderbar.

## Hintergrund
Die Premiere hatte der Film am 20. November 1962. In den deutschen Kinos erschien er erstmals am 8. November 1963.

## Kritiken
Das Lexikon des internationalen Films nannte Das indiskrete Zimmer eine „intelligente Verfilmung eines illusionslos lebenskritischen Romans; atmosphärisch dicht fotografiert, in der weiblichen Hauptrolle hervorragend gespielt“.
Variety lobte Forbes taktvolle und sensible Regie, die aus dem Film eine zarte Studie der Einsamkeit und frustrierter Liebe mache. Bosley Crowther von der New York Times war von der tollen ausgereiften Darstellung von Leslie Caron begeistert. Der Erfolg des Films liege aber nicht allein bei Leslie Caron. Auch die übrige exzellente Besetzung, allen voran Tom Bell, und die Arbeit des bemerkenswerten Bryan Forbes, seien beachtlich.

## Auszeichnungen
Besonders erfolgreich war der Film für Leslie Caron, die nicht nur 1964 für den Oscar in der Kategorie Beste Hauptdarstellerin nominiert war. In dieser Kategorie gewann sie den Golden Globe und den British Film Academy Award. Bei der Verleihung des Laurel Award belegte sie Platz 3.
Der Film war zudem für den British Film Academy Award als Bester Film und Bester britischer Film nominiert. Eine weitere Nominierung erhielt der Film bei der Verleihung des Golden Globe für den Samuel Goldwyn Award.